# Thyreus nitidulus
Thyreus nitidulus är en biart som först beskrevs av Johan Christian Fabricius 1804. Den ingår i släktet Thyreus och familjen långtungebin. Inga underarter finns listade i Catalogue of Life.

## Beskrivning
Thyreus nitidulus är ett kraftigt byggt, medelstort bi med en kroppslängd på 13 till 15 mm. Grundfärgen är svart, med metallglänsande, ljusblå markeringar.

## Utbredning
Arten är utbredd i norra och östra Australien samt angränsande delar av Sydöstasien. 

## Ekologi
Thyreus nitidulus är en boparasit som alla arter i släktet, honan lägger sina ägg i bon av solitära bin ur släktet Amegilla, gärna Amegilla cingulata, där larven lever på det insamlade matförrådet efter den har dödat värdägget eller -larven.
Likt många andra solitära (icke sociala) bin biter sig gärna biet fast i växtstjälkar för att sedan hänga där och sova, något som kan ses på en del av bilderna nedan.

## Bildgalleri

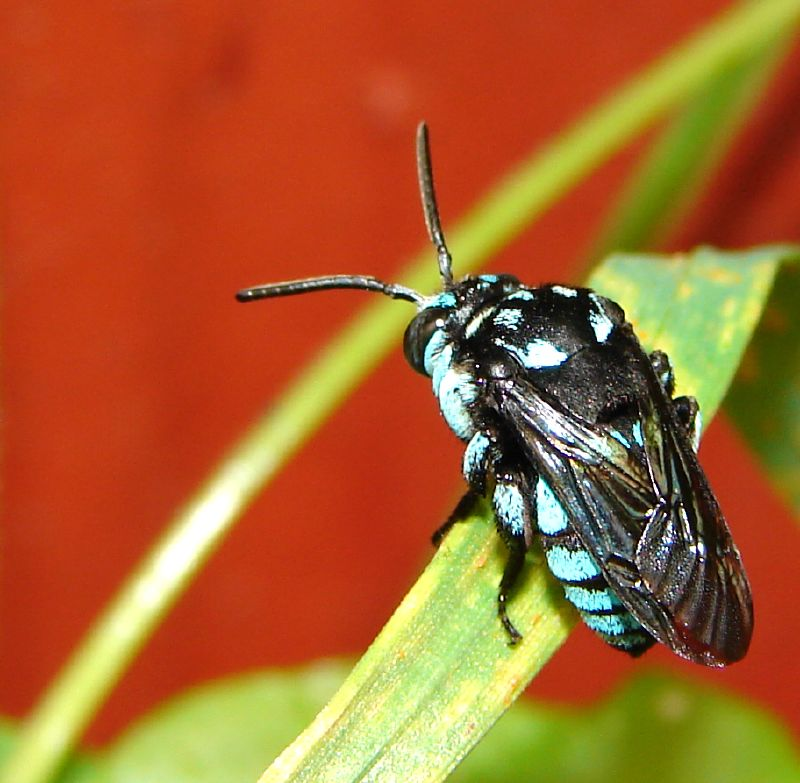
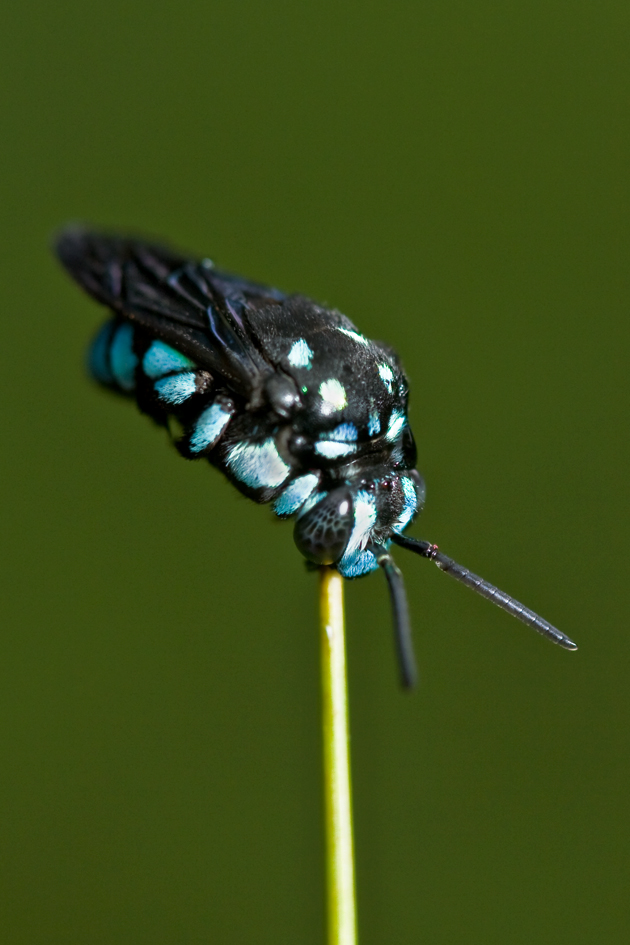
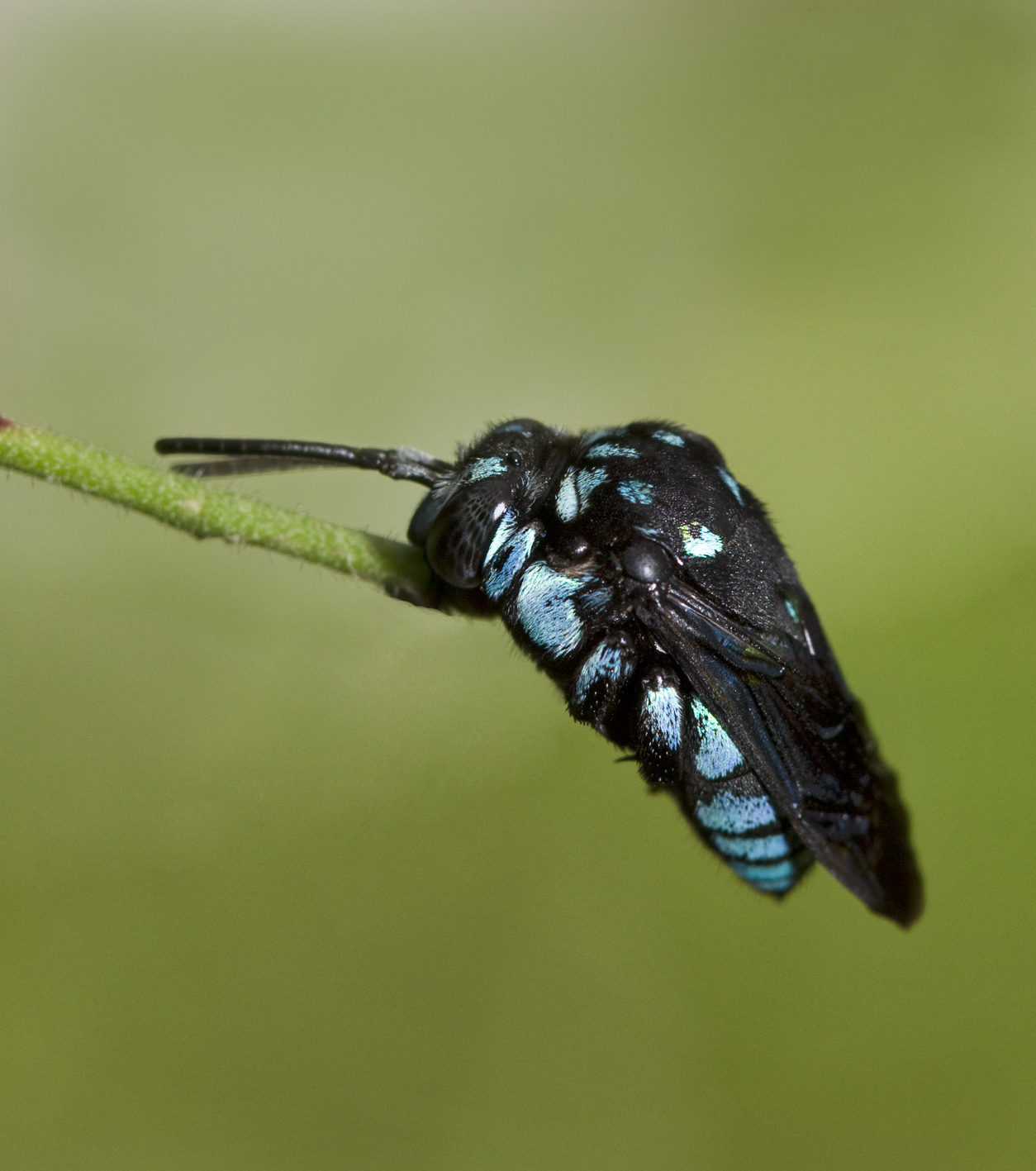
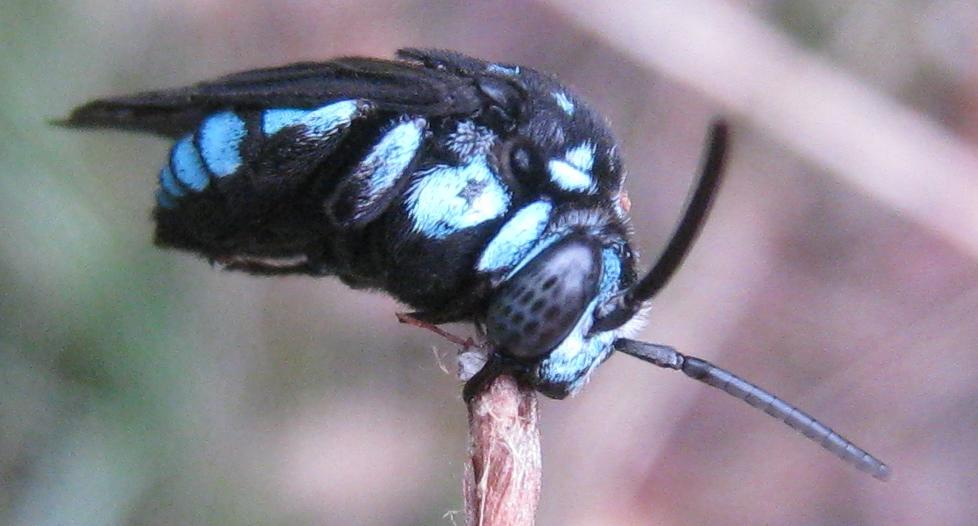
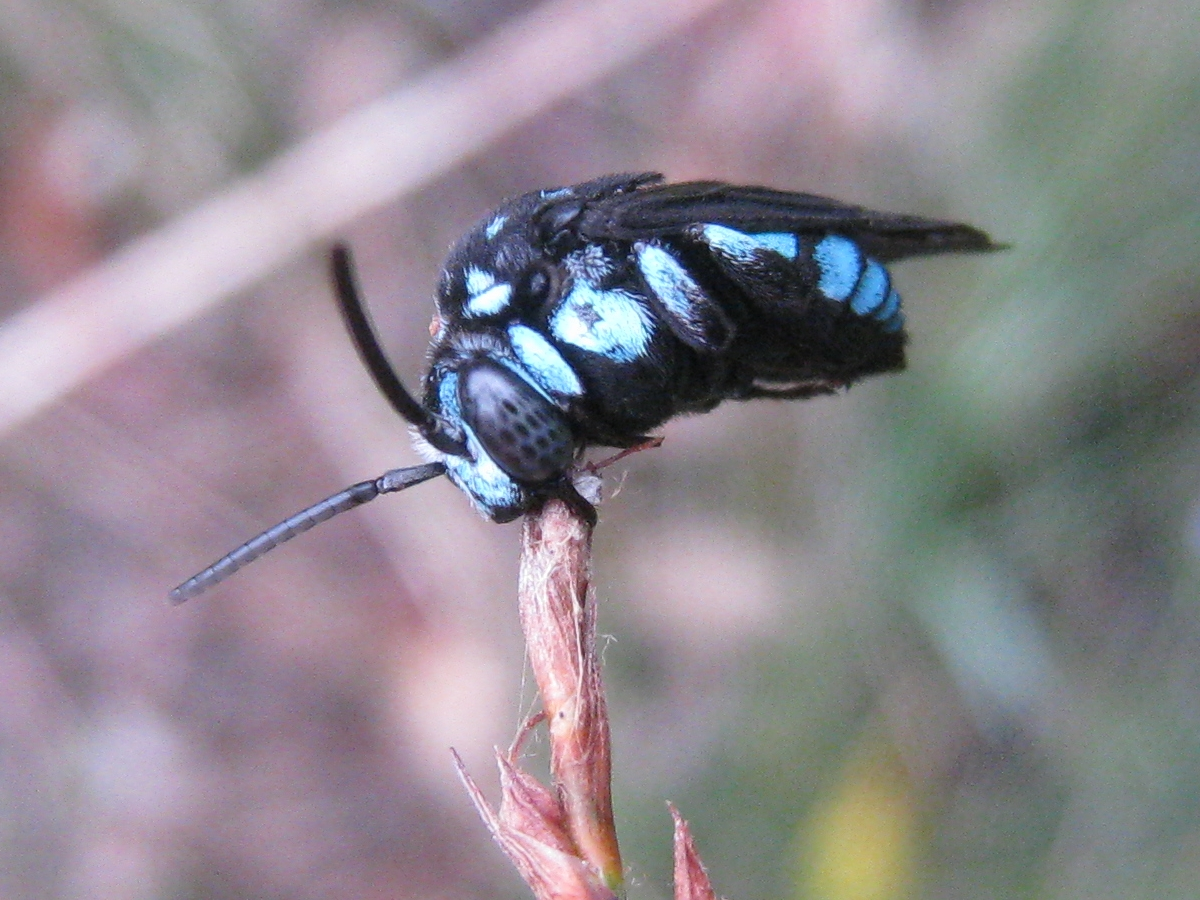
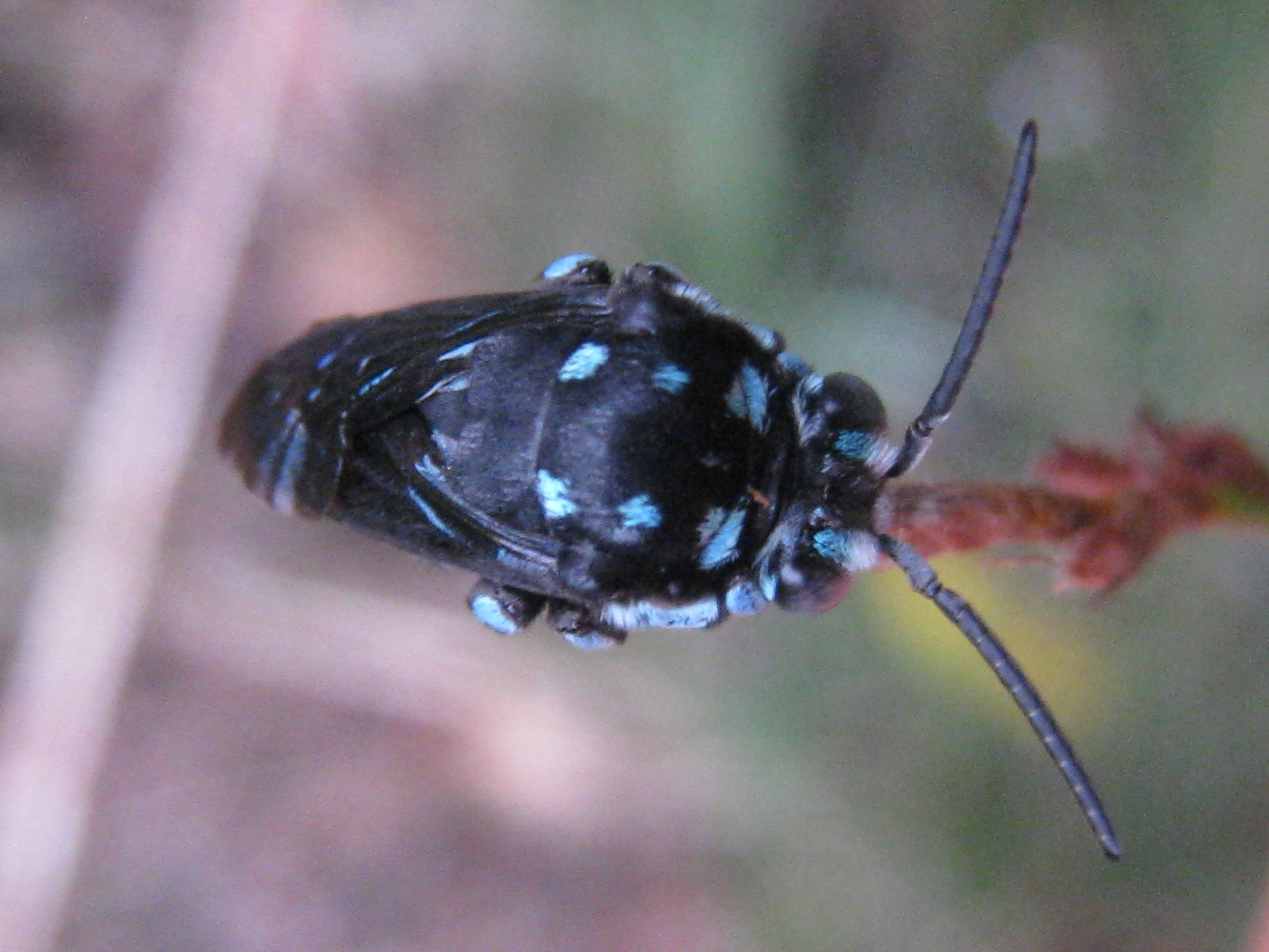
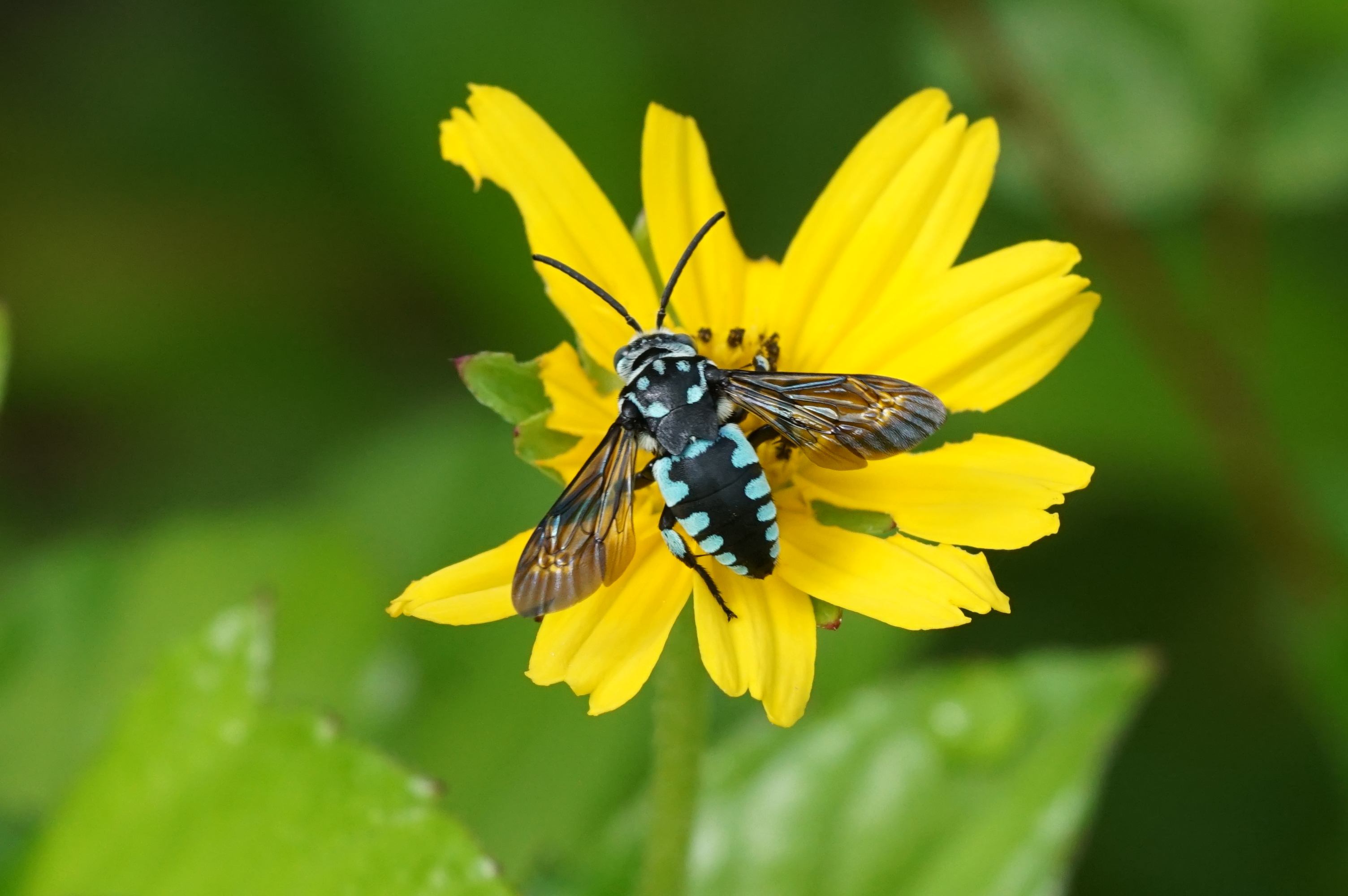